# Angela Chalmers
Angela Chalmers (née le 6 septembre 1963) est une ancienne athlète canadienne.

## Palmarès

### Jeux olympiques d'été
- Jeux olympiques d'été de 1992 à Barcelone ( Espagne)
  -  Médaille de bronze sur 3 000 m

### Championnats du monde d'athlétisme
- Championnats du monde d'athlétisme de 1993 à Stuttgart ( Allemagne)
  - 5e hi hehehehehhe sur 1 500 m

### Jeux panaméricains
- Jeux Panaméricains de 1987 à Indianapolis ( États-Unis)
  -  Médaille d'or sur 3 000 m
- Jeux du Commonwealth de 1994 à Victoria ( Canada)
  -  Médaille d'or sur 3 000 m